# Срђан Клечак
Срђан Клечак (Београд, 30. август 1937 — Београд, 27. август 2001) био је српски и југословенски филмски и позоришни  глумац и позоришни редитељ.

## Биографија
Завршио је Средњу глумачку школу у Новом Саду у класи проф. Коњовића и током школовања глумио мање улоге у Српском народном позоришту. Глумом се бавио од малих ногу, а као младић је глумио у Позоришту Бошко Буха.
Прво професионално ангажовање остварује у Народном позоришту Зетски дом на Цетињу 1960. године, да би идуће 1961. прешао у Хрватско народно казалиште у Шибенику. Од 1962. до 1964. године глуми у Народном позоришту у Ужицу, потом прелази у Вараждин где ради у Хрватском народном казалишту у сезони 1964/65, а сезоне 1965/66. глуми у Народном казалишту Аугуст Цесарец. У сезони 1966/67. бива ангажован у Народном позоришту Стерија из Вршца. Члан Југословенског драмског позоришта је био укупно 7 година, a радио је и у Загребачком драмском казалишту и био члан Народног позоришта из Мостара у периоду од 26. августа 1974. до 30. септембра 1974. године.
Почетком седамдесетих година био је полазник у Експерименталном филмском студију Федерика Фелинија где је, као први Југословен, студирао филмску режију. Након овог, за њега драгоценог искуства, одлучује да упише позоришну режију у Прагу 1976. године, коју је завршио 1980. године и дипломирао на делу Како упокојити вампира, Борислава Пекића. Ментор му је био професор Јиржи Менцл.
Као позоришни режисер у Југославији режирао је у Зеници, Тузли, Сарајеву, Вараждину, Загребу, Марибору, Цељу, Суботици, Шибенику, а за време грађанског рата у Бањалуци. Што се тиче аматерских позоришта: Ваљево, Кула, Смедерево, Требиње, Брчко, Лозница, Краљево, Пријепоље и многа друга пре рата, а за време рата у Косовској Митровици, Гњилану, Грачаници итд. Радио је и у иностранству у Чешкој, Аустрији, Италији. Остварио је преко 100 режија, што са аматерима, што са професионалцима. Неки комади су: Буђење вампира од Пекића;  Толстојев Рат и Мир, Ибзенове Авети, Јадници Игоа, Нушићеве Протекција и Аутобиографија, Држићев Дундо Мароје и Стеријина Женидба и удадба и многе друге. Бавио се писањем и драматизацијом (Рат и мир; Боинг Боинг...), написао је 16 драма и 3 дечија текста. Уједно је и преводио са чешког.

## Породица
Срђанов деда по мајки био је српски и југословенски политичар и публициста Душан Богдановић, а рођени ујак и ујна били су Љуба Богдановић и Капиталина Ерић, југословенски глумци и чланови Југословенског драмског позоришта.

## Филмографија
- Оптимистичка трагедија (1967)
- Поход (1968)